# 現代アメリカを支配するもの
『現代アメリカを支配するもの (Who Rules America?：「誰がアメリカを支配しているのか」の意) 』は、心理学者で社会学者のG・ウィリアム・ダンホフの著作である。1967年に初めて出版され、2010年に新版が出された。米国の富と権力が上流階級に集中していると批判した。2010年版は最新の話題を扱い、バラク・オバマの台頭や選挙資金提供者、オバマ政権の性質について書かれている。
ダンホフは同書にて、パワー・エリートはシンクタンク、財団、委員会、学界への支持を通じて、米国内で権力を行使していると主張する。また、エリートはあからさまな権威を通じてではなく、隠れた影響力を通じて諸々の機関を支配していると主張する。
ダンホフは序論にて、同書が4人の人物の著作に触発されたと記している。即ち、社会学者E・ディグビー・バルツェル、C・W・ミルズ、経済学者ポール・スウィージー、政治学者ロバート・A・ダールである。
『ザ・ジャーナル・オヴ・ポリティックス (The Journal of Politics) 』誌の書評にて、ケネス・E・ミラー (Kenneth E. Miller) は次のように結んでいる。
この本は挑発的で、読む価値がある。残念ながら、焦点と厳密さの欠如は、権力とその行使を研究する者にとっての価値を狭めている。